# Кизильці
Кизильці (хак. хызыл) — етнографічна група хакаського народу. Носії Кизильского діалекту хакаської мови. Проживають в даний час в північній частині Хакасії в долині річки Чорний Іюс.

## Історія
Сформувалися в 18 - 19 століттях окремо від інших хакасских родоплемінних груп у складі Ачинського повіту, на місці колишнього Алтисарского улусу, що був політичним центром Киргизької земельки. Незважаючи на відносну ізоляцію, кизильци зберегли уявлення про свої родинні зв'язки з іншими хакаські групами. Одна частина кизильців зводила себе і сагайців до двох братів Кизилаху і Сагаяху, інша частина вважалася одного походження з качинцами. Провідне положення в XVIII столітті займав один з колишніх аймаків Алтисарского улусу - рід «хизил», по імені якого були названа «земелька», а пізніше і степова дума (див. Кизильского степова дума). Кизильского рід був консолідуючим, внаслідок чого етнонім був прийнятий іншими родами, що проживали в межах тієї ж адміністративної одиниці. У 1794 кизильців налічувалося 2109 душ чоловічої статі. До них відносилося близько 200 різних прізвищ. Окрім місцевих пологів, до складу етнічної групи кизильцев увійшли вихідці з Алтаю і частина сибірських татар.

## Культура
Національний костюм є яскравим проявом традиційних елементів етнічної культури. Одяг - це і спосіб адаптації до навколишнього середовища і господарського укладу. Не в меншій мірі вона є відображенням світоглядних цінностей і проявом естетичних смаків етносу.
Традиційний одяг поділялася на повсякденний і святковий. Святковий костюм хакасів досить барвистий, яскравий, самобутній. Не в останню чергу це пов'язано з матеріалами, з яких виготовлялася одяг - шовк, парча, плис (чорний оксамит), цінні хутра. Унікальність їй надають орнамент, крій і декор, які знаходяться між собою в гармонійному поєднанні. По одязі можна було судити про соціальної приналежності, сімейний стан людини, приналежності до служителів культів, майстерності виготовлювача одягу.
Національний костюм є яскравим проявом традиційних елементів етнічної культури. Одяг - це і спосіб адаптації до навколишнього середовища і господарського укладу. Не в меншій мірі вона є відображенням світоглядних цінностей і проявом естетичних смаків етносу.
Традиційний одяг поділялася на повсякденний і святковий. Святковий костюм хакасів досить барвистий, яскравий, самобутній. Не в останню чергу це пов'язано з матеріалами, з яких виготовлялася одяг - шовк, парча, плис (чорний оксамит), цінні хутра. Унікальність їй надають орнамент, крій і декор, які знаходяться між собою в гармонійному поєднанні. По одязі можна було судити про соціальної приналежності, сімейний стан людини, приналежності до служителів культів, майстерності виготовлювача одягу.
Земля і небо, як вважали хакаси, мають куполоподібну форму і мають як своє дно, так і верхні вікна у вигляді димового отвору юрти «тÿнÿк». Тому можна сказати, що юрта - це мікрокосм в хакасском світогляді. Купол становили крокви «ух», що з'єднувалися в коло димоходу «Харачой». Влітку юрту покривали берестом, а взимку - повстю. Причому, щоб повсть НЕ намокав від дощу і снігу, його зверху ще закривали берестом. З весни до осені білосніжні юрти різко виділялися в степу, про що неодноразово барвисто писали мандрівники 18-19 ст. проїжджали по Хакасії. До середини 19 в. три чверті хакасів проживало в повстяних юртах. До кінця 19 в. у зв'язку з масовим переходом до осілого способу життя повстяних і берестяних юрт майже не залишається.